# Tic
Un tic es un movimiento motor o vocal repentino, repetitivo y no rítmico el cual involucra uno o varios músculos, los tics pueden ser invisibles para el observador, como tensión abdominal o el crujido de los dedos de los pies. Generalmente, los tics motores y vocales comunes pueden ser parpadeos y carraspeo. Los tics tienen que ser diferenciados de otros trastornos del movimiento, como son la corea, la distonía y el mioclono; como también de compulsiones del trastorno obsesivo-compulsivo, de actividad propia de la epilepsia, y movimientos exhibidos en trastornos como el trastorno de movimientos estereotípicos o movimientos expuestos entre gente con autismo (conocido como autoestimulación).

## Historia
Los primeros en resaltar la importancia del factor psíquico de los tics fueron: Trouseau, en 1873, y Jean-Martin Charcot, en 1888.

## Clasificación
Según la duración del movimiento, los tics se clasifican como:
- Tics clónicos: son rápidos y breves.
- Tics distónicos: son lentos y de mayor duración.
- Tics tónicos: son contracciones isométricas sin movimientos acompañantes.

También se clasifican como motores o fónicos dependiendo de la zona de afectación, así como en simples y complejos, tomando en cuenta la complejidad de los movimientos.
- Tics motores: son movimientos que afectan grupos discretos de músculos.
  - Tics motores simples: involucran a un solo músculo aislado, duran milisegundos y frecuentemente afectan al rostro. Algunos ejemplos son movimientos oculares, mandibulares, de labios o cuello, parpadeo insistente y elevaciones de hombros.
  - Tics motores complejos: comprometen a una agrupación de músculos aislados, duran segundos y se caracterizan por movimientos más elaborados. Algunos ejemplos son inclinar el cuello al mismo tiempo que se elevan los hombros, contorsiones y flexiones.
    - Aparecen como movimientos sin sentido, por ejemplo, sacudidas y sonidos pequeños, o como movimientos intencionados, ya sea tocar a una persona, oler objetos, imitar gestos, entre otros.

- Tics vocales: son sonidos involuntarios que involucran la musculatura laringofaríngea. El término correcto es tic fonatorio.
  - Tics vocales simples: implican ruidos o sonidos sin significado, como toses, soplidos, aullidos y chasquidos.
  - Tics vocales complejos: involucran expresiones complejas, diferenciadas y con significado, como gritar insultos, imitar frases, entre otros.

## Características
Son movimientos o sonidos involuntarios y repetitivos, exagerados y fuera de contexto. Frecuentemente se presentan de forma aislada y transitoria, pero pueden llegar a ser hereditarios o formar parte de un síndrome.
Existen sensaciones premonitorias frecuentes que afectan la zona en la que se va a producir el tic, por ello no se sabe si los tics son voluntarios o involuntarios. Suelen provocar molestias que se sienten como una acumulación de tensión, como en el cuello, por lo que el individuo decide liberar el tic, debido a una “necesidad”. También pueden sentirse como la necesidad de bostezar, estornudar, parpadear, rascar o incluso como dolor de cabeza. Cuando se desencadena el tic se produce una sensación de alivio por deshacerse de la tensión. No todas las personas con tics van a experimentar estas sensaciones premonitorias, pero tienden a incrementar con la edad. Un aspecto único de los tics es que pueden suprimirse si se es consciente de la situación.
Los tics se incrementan como resultado de estrés, fatiga y ansiedad, así como en momentos positivos de emoción y esperanza. También pueden aumentar en situaciones de relajación, ya sea ver la televisión o usar la computadora; mientras que en actividades que requieran de mucha concentración, tienden a disminuir. No afectan en las actividades diarias, ya que pueden suprimirse, pero pueden ocasionar baja autoestima y dificultades para socializar y para el aprendizaje.
Los tics pueden reflejar la expresión clínica de enfermedades neurológicas primarias o constituir un síntoma de enfermedades sistémicas. Una minoría de los pacientes con tics presentan el caso clínico aislado de tics motores o fónicos; mientras que una gran parte de ellos también desarrollan trastornos neuropsiquiátricos, como trastorno de déficit de atención e hiperactividad, trastorno obsesivo-compulsivo, conductas autistas; al igual que ansiedad y depresión. El más común en niños es el trastorno de déficit de atención e hiperactividad (TDAH).
Los desórdenes de tics crónicos se caracterizan por la presencia de uno o múltiples tics motores o vocales, pero no ambos, con duración de más de un año. La presencia de múltiples tics vocales y motores que persisten más de un año, en conjunto a otras características, pueden ser asociadas al síndrome de Tourette.

## Fisiopatología
La patología de los tics aún no se conoce en su totalidad, pero estudios recientes han revelado que envuelven múltiples áreas del cerebro y rutas complejas. Debido a ello, los tics tienen múltiples propiedades y pueden expresar ciertos desórdenes. Ciertas rutas median la expresión de los tics, ya sea en la generación de sensaciones premonitorias, comorbilidades asociadas y otros cambios en el cerebro.
En cuanto a otros factores fisiológicos que se han estudiado, algunos estudios han asociado la aparición de un trastorno de tics a un exceso de dopamina; pero no hay, hoy en día, evidencia clara de que esta sea la causa del trastorno (Mathews & Stern, 2016).
Lo que está demostrado es que factores ambientales como situaciones de ansiedad, estrés, aburrimiento, impaciencia, falta de satisfacción, frustración, etc. se asocian al comienzo de este trastorno o lo agravan notablemente. La mera presencia del trastorno de tics genera una gran ansiedad, formándose un círculo vicioso que mantiene el problema.
Se considera surgen de los circuitos cortico-estriado-tálamo-corticales, como consecuencia de la alteración de los núcleos de los ganglios basales y por ello interactúa con redes neuronales motoras, sensoriales, límbicas y ejecutivas. Debido a esta alteración, pueden manifestarse diferentes tipos de movimientos anormales en el transcurso de la evolución. Existe un amplio repertorio de tics debido a su variabilidad en el comportamiento humano.
Diferentes investigaciones están usando imágenes por resonancia magnética, diferentes técnicas y estudios electrofisiológicos basados en la inhibición neuronal, lo que está desarrollando diferentes hipótesis en la fisiopatología de los desórdenes de trastornos del movimiento.

## Trastornos asociados
- Síndrome de Tourette
- Trastorno por déficit de atención con hiperactividad
- Trastorno obsesivo-compulsivo
- Autismo
- Ansiedad
- Estrés
- Depresión

## Diagnóstico
Los desórdenes de tics ocurren a lo largo de un espectro, donde varían desde leves como transitorios o crónicos, hasta severos. Algunos tics son normales entre las poblaciones, pero algunos otros representan una conducta desordenada desde una perspectiva psiquiátrica.
Los desórdenes de tics son comunes en niños, pero también comienzan a desarrollarse durante la adultez y se clasifican como desórdenes “inespecíficos”. En los adultos los tics son comunes debido a agentes secundarios, como influencia de drogas, traumas, intoxicación con monóxido de carbono y encefalitis. Son condiciones muy raras en los tics, pero con historia y examen pueden corroborarse, sin necesidad de estudios médicos.
Los tics deben de distinguirse de otros trastornos del movimiento hipercinéticos, como mioclono, corea y distonia, así como de otros movimientos asociados a condiciones psiquiátricas, como convulsiones, estereotipias, manierismos o hábitos. Los tics tienen una etiología diferente y pueden ocurrir a partir de cierta condición, como desórdenes neurológicos y medicación.
El diagnóstico diferencial debe de tomar en cuenta condiciones genéticas y el tipo de movimiento que se manifiesta, ya que puede constituir parte de diferentes desórdenes o enfermedades; por ejemplo, enfermedad de Huntington, distrofia muscular de Duchenne, Corea de Sydehham, distonia idiopática, entre otras. También existen ciertos desórdenes cromosomales, como el síndrome de Klinefelter, síndrome de Down y síndrome X frágil.
Por lo general no se requieren estudios de imágenes del cerebro, pero pueden pedirse ciertos exámenes para descartar otras condiciones. Por ejemplo, para indicar anormalidades en el cerebro se ordena una resonancia magnética.

## Tratamientos
Impartir conocimiento acerca de los tics incrementa la tolerancia de los síntomas y la aceptación social, así mismo reduce el estrés. Existen ciertos entrenamientos de hábitos que ayudan al afectado, así como entrenamiento de relajación y trabajo en equipo. Debe prestarse atención en los trastornos asociados presentes, ya que pueden ser el verdadero objetivo por tratar.
El tratamiento específico depende de la severidad y frecuencia del caso. Lo más recomendable es modular la interacción con factores estresante

### Farmacológico
El tratamiento se reduce al uso de aquellos fármacos que contrarrestan la ansiedad. También incluye:
- Agonistas α2-adrenérgicos: clonidina y guanfacina.
- Neurolépticos clásicos: haloperidol y pimocida.
- Neurolépticos atípicos: risperidona, ziprasidona, aripiprazol y olanzapina.
- Benzodiacepinas: clonazepam.
- Otros: toxina botulínica.

### Motriz
Este tratamiento trata de reducir la inestabilidad motora que va asociada a los tics mediante ejercicios de distensión muscular.

### Psicoterapéutico
El tratamiento con psicoterapia está orientado a reducir la ansiedad y a mejorar el control sobre los tics. No son aconsejables las comparaciones y correcciones constantes que puedan hacer familiares y docentes. La terapia cognitivo conductual es la que mejores resultados ofrece, siendo el psicoanálisis una terapia en declive en la actualidad.